# Hynek Vojáček
Pour les articles homonymes, voir Vojáček.
Hynek Vojáček (en Russie, il utilise le nom d' Ignatij Kašparovič Vojáček), né le 4 décembre 1825 à Zlín et mort le 9 février 1916, à Saint-Pétersbourg, est un compositeur, professeur et publiciste tchèque.

## Biographie
Dès le lycée, il compose des chants et des pièces d'église. À partir de 1838, il entre au monastère des Augustins de Brno, où il poursuit ses études de musique auprès de Gottfried Rieger et de philosophie auprès de František Matouš Klácel (cs). 
En 1845, il se rend à Vienne pour continuer ses études de philosophie. Il y participe aux activités de la Société de chant slave. Un an plus tard, il abandonne ses études et, pendant trois ans, est précepteur au sein de la famille du comte Bethlen en Transylvanie. En 1848, il est à Vsetín et donne des concerts avec l'orchestre du château de Světlov. À partir de 1858, il travaille comme chef de chœur du chœur d'hommes de Brno, le Männergesangsverein , où il dirige des concerts de compositeurs tchèques.
Il retourne brièvement à Vienne et rencontre le compositeur russe Alexeï Lvov avec qui il part en Russie. Il est d'abord professeur de musique dans la famille du général Samsonov à Brest. Samsonov est l'époux de la sœur de Lvov. En 1853, il devient chef d'orchestre du 1er régiment de la Garde (Preobrazhensky) à Saint-Pétersbourg, puis trois ans plus tard bassoniste à l'Opéra du Tsar. Il travaille dans ce théâtre pendant près de 50 ans. Il est également professeur de musique à l'École de théâtre du Tsar et, à partir de 1862, professeur de théorie au Conservatoire de Saint-Pétersbourg.
Il ne se fait pas beaucoup connaître comme compositeur en Russie. Cependant, il retourne chaque année en Valachie et perpétue la tradition de son père en collectant des chants populaires valaques. Il entretient des relations amicales avec Leoš Janáček, bien qu'il n'eût guère de sympathie pour son œuvre. De Saint-Pétersbourg, il écrit pour le magazine musical praguois Dalibor. L'une de ses œuvres les plus connues est l'Ouverture festive, avec laquelle le Théâtre provisoire de Prague est inauguré le 18 novembre 1862.

## Œuvres

### Opéras
- Zajatá (cs) (1867)
- Tamara, carevna gruzínská

### Cantates
- Maruška. Obrázek z Pobečví (1907)
- Na horách (1909)

### Chansons
- Veselá jízda (František Ladislav Čelakovský, 1845)
- Píseň z Herlošova Žižky (1859)
- Žel (Gustav Pfleger-Moravský, 1862)
- Sláva (Vincenc Furch (cs), 1863)
- Písně na Adolfa Heyduka
- Ruské romance (sur des paroles de A. J. Pukarova)
- Prosti (Nikolaï Nekrassov)

### Chœurs
- Stesk (1899)
- 6 čtyřhlasých písní pour chœurs de femmes ou d'enfants
- Národy nehasnou (1846)
- Hlas z Blaníka (František Matouš Klácel, 1849)
- Teď mocný vane světem duch (Aleš Balcárek (cs))
- Desatero zpěvů (Adolf Heyduk (cs), 1885)
- Hostýnské písně
- Udivení (Josef Václav Sládek (cs), 1899)
- Čechoslovanské prostonárodní písně

Il a également composé des pièces d'église, des ouvertures pour orchestre, de petites pièces pour piano et des études instructives pour basson.